# Tour d'Espagne 1969
La 24e édition du Tour d'Espagne s'est déroulée entre le 23 avril et le 11 mai 1969 entre Badajoz et Bilbao. Il se composait de 18 étapes pour un total de 2 921 km. Il a été remporté par le Français Roger Pingeon.

## Équipes participantes
- Goldor
- Pepsi-Cola
- Peugeot
- Max Meyer
- Fagor
- Pull Over
- Karpy
- Bic
- KAS
- Willem II

## Classement général
| \| 1. \| Roger Pingeon \| France \| Peugeot \| en \| 73 h 18 min 45 s \| \| \| 2. \| Luis Ocaña \| Espagne \| Fagor \| + \| 1 min 54 s \| \| \| 3. \| Marinus Wagtmans \| Pays-Bas \| Willem II \| + \| 5 min 10 s \| \| \| 4. \| José Manuel Lasa \| Espagne \| Pepsi-Cola \| + \| 5 min 10 s \| \| \| 5. \| Michael Wright \| Royaume-Uni \| Bic \| + \| 5 min 27 s \| \| \| 6. \| Rolf Wolfshohl \| Allemagne \| Bic \| + \| 6 min 11 s \| \| \| 7. \| Gilbert Bellone \| France \| Bic \| + \| 6 min 47 s \| \| \| 8. \| Gregorio San Miguel \| Espagne \| KAS \| + \| 7 min 05 s \| \| \| 9. \| Carlos Echeverría \| Espagne \| KAS \| + \| 7 min 35 s \| \| \| 10. \| Eusebio Vélez \| Espagne \| Fagor \| + \| 7 min 51 s \| \| |                     |             |            |    |                  |  |
| 1. | Roger Pingeon       | France      | Peugeot    | en | 73 h 18 min 45 s |  |
| 2. | Luis Ocaña          | Espagne     | Fagor      | +  | 1 min 54 s       |  |
| 3. | Marinus Wagtmans    | Pays-Bas    | Willem II  | +  | 5 min 10 s       |  |
| 4. | José Manuel Lasa    | Espagne     | Pepsi-Cola | +  | 5 min 10 s       |  |
| 5. | Michael Wright      | Royaume-Uni | Bic        | +  | 5 min 27 s       |  |
| 6. | Rolf Wolfshohl      | Allemagne   | Bic        | +  | 6 min 11 s       |  |
| 7. | Gilbert Bellone     | France      | Bic        | +  | 6 min 47 s       |  |
| 8. | Gregorio San Miguel | Espagne     | KAS        | +  | 7 min 05 s       |  |
| 9. | Carlos Echeverría   | Espagne     | KAS        | +  | 7 min 35 s       |  |
| 10. | Eusebio Vélez       | Espagne     | Fagor      | +  | 7 min 51 s       |  |

## Étapes
| N°   | Date     | Villes étapes                     | km        | Vainqueur d'étape           | Leader du général |
| 1rea | 23 avril | Badajoz                           | 6,5 (CLM) | Luis Ocaña                  | Luis Ocaña        |
| 1reb | 24 avril | Badajoz                           | 246       | Michael Wright              | Michael Wright    |
| 2e   | 25 avril | Badajoz - Cáceres                 | 135       | Felice Salina               | Michael Wright    |
| 3e   | 26 avril | Cáceres - Talavera de la Reina    | 190       | Luigi Sgarbozza             | Luigi Sgarbozza   |
| 4e   | 27 avril | Talavera de la Reina - Madrid     | 124       | Domingo Perurena            | Luigi Sgarbozza   |
| 5e   | 28 avril | Madrid - Alcázar de San Juan      | 162       | Raymond Steegmans           | Luigi Sgarbozza   |
| 6e   | 29 avril | Alcázar de San Juan - Almansa     | 231       | Edward Sels                 | Raymond Steegmans |
| 7e   | 30 avril | Almansa - Nules                   | 233       | Ramón Sáez                  | Raymond Steegmans |
| 8e   | 1er mai  | Nules - Benicasim                 | 199       | Ramón Sáez                  | Raymond Steegmans |
| 9e   | 2 mai    | Benicasim - Reus                  | 169       | José Manuel López Rodríguez | Ramón Sáez        |
| 10e  | 3 mai    | Reus - Barcelone                  | 164       | Manuel Martín Piñera        | Ramón Sáez        |
| 11e  | 4 mai    | Barcelone - Sant Feliu de Guixols | 118       | Nemesio Jiménez             | Ramón Sáez        |
| 12e  | 5 mai    | Sant Feliu de Guixols - Moyá      | 151       | Roger Pingeon               | Roger Pingeon     |
| 13e  | 6 mai    | Moyá - Barbastro                  | 229       | Michael Wright              | Roger Pingeon     |
| 14ea | 7 mai    | Barbastro - Saragosse             | 125       | Raymond Steegmans           | Roger Pingeon     |
| 14eb | 7 mai    | Saragosse                         | 4 (CLM)   | Roger Pingeon               | Roger Pingeon     |
| 15e  | 8 mai    | Saragosse - Pampelune             | 176       | Mariano Díaz                | Roger Pingeon     |
| 16e  | 9 mai    | Irun - Saint-Sébastien            | 25 (CLM)  | Luis Ocaña                  | Roger Pingeon     |
| 17e  | 10 mai   | Saint-Sébastien - Vitoria-Gasteiz | 129       | Gregorio San Miguel         | Roger Pingeon     |
| 18ea | 11 mai   | Vitoria-Gasteiz - Laudio          | 76        | Ercole Gualazzini           | Roger Pingeon     |
| 18eb | 11 mai   | Laudio-Bilbao                     | 29 (CLM)  | Luis Ocaña                  | Roger Pingeon     |

## Classements annexes
| \| 1. \| Raymond Steegmans \| Belgique \| Goldor \| 188 points \| \| 2. \| Michael Wright \| Royaume-Uni \| Bic \| 171 points \| \| 3. \| Ramón Sáez \| Espagne \| Pepsi-Cola \| 118 points \| |                   |             |            |            |
| 1. | Raymond Steegmans | Belgique    | Goldor     | 188 points |
| 2. | Michael Wright    | Royaume-Uni | Bic        | 171 points |
| 3. | Ramón Sáez        | Espagne     | Pepsi-Cola | 118 points |

| \| 1. \| Luis Ocaña \| Espagne \| Fagor \| 30 points \| \| 2. \| Roger Pingeon \| France \| Peugeot \| 30 points \| \| 3. \| Gilbert Bellone \| France \| Bic \| 16 points \| |                 |         |         |           |
| 1. | Luis Ocaña      | Espagne | Fagor   | 30 points |
| 2. | Roger Pingeon   | France  | Peugeot | 30 points |
| 3. | Gilbert Bellone | France  | Bic     | 16 points |

| \| 1. \| Juan María Uribezubia \| Espagne \| Karpy \| 13 points \| |                       |         |       |           |
| 1.                                                                 | Juan María Uribezubia | Espagne | Karpy | 13 points |

| \| 1. \| Bic \| France \| 220 h 14 min 40 s \| |     |        |                   |
| 1.                                             | Bic | France | 220 h 14 min 40 s |

## Liste des coureurs
| Goldor | Pepsi Cola | Peugeot |
| - 1 Raymond Steegmans (Bel) - 2 Etienne Sonck (Bel) - 3 Jan Brusselmans (Bel) - 4 Willy Maes (Bel) - 5 Willy Moonen (Bel) - 6 Carmine Preziosi (Ita) - 7 Alfons Scheys (Bel) - 8 Frans Van de Walle (Bel) - 9 Herman Vrancken (nl) (Bel) - 10 Edouard Weckx (Bel)                                | - 11 Salvador Canet (ca) (Esp) - 12 Demetrio Martí (Esp) - 13 Ramón Sáez (Esp) - 14 Juan Daniel Perera (Esp) - 15 Ángel Ibáñez (Esp) - 16 José Manuel Lasa (Esp) - 17 Miguel María Lasa (Esp) - 18 Jordi Mariné (es) (Esp) - 19 José Florencio (Esp) - 20 José Albelda (Esp)                   | - 21 Roger Pingeon (Fra) - 22 Henri Rabaute (Fra) - 23 René Pinazzo (Fra) - 24 Joseph Schoeters (nl) (Bel) - 25 Willy Monty (Bel) - 26 Jean-Claude Daunat (Fra) - 27 André Desvages (Fra) - 28 René Grenier (Fra) - 29 René Pingeon (Fra) - 30 Désiré Letort (Fra)                                                                   |
| Max Meyer | Fagor | Pull Over |
| - 31 Claudio Michelotto (Ita) - 32 Guido Neri (Ita) - 33 Luigi Sgarbozza (Ita) - 34 Ercole Gualazzini (Ita) - 35 Lorenzo Bosisio (Ita) - 36 Primo Mori (Ita) - 37 Maurizio Malagutti (Ita) - 38 Pietro Tamiazzo (Ita) - 39 Felice Salina (Ita) - 40 Giuseppe Scopel (Ita)                        | - 41 Francisco Gabica (Esp) - 42 Domingo Perurena (Esp) - 43 Eusebio Vélez (Esp) - 44 José Manuel López Rodríguez (Esp) - 45 Luis Ocaña (Esp) - 46 José Antonio Momeñe (Esp) - 47 Ramón Mendiburu (Esp) - 48 Luis Pedro Santamarina (Esp) - 49 Manolo Diaz (Esp) - 50 Juan Silloniz (es) (Esp) | - 51 Walter Boucquet (Bel) - 52 Victor Nuelant (Bel) - 53 Noël Vantyghem (Bel) - 54 Christian Callens (nl) (Bel) - 55 Etienne Buysse (nl) (Bel) - 56 Roland Van De Rijse (Bel) - 57 Richard Bukacki (Hol) - 58 Herman Flabat (Bel) - 59 André Hendrickx (Bel) - 60 Willy De Geest (Bel)                                              |
| Karpy | Bic | Kas |
| - 61 Ventura Díaz (Esp) - 62 Gabino Ereñozaga (es) (Esp) - 63 Julián Cuevas (Esp) - 64 Manuel Martín Piñera (Esp) - 65 Francisco Javier Otaola (Esp) - 66 Juan María Uribezubia (Esp) - 67 Manuel Mesa (Esp) - 68 José Luis Elorriaga (Esp) - 69 Juan María Azcue (Esp) - 70 Andrés Incera (Esp) | - 71 Gilbert Bellone (Fra) - 72 Rolf Wolfshohl (All) - 73 José Pérez Francés (Esp) - 74 Michael Wright (Gbr) - 75 Anatole Novak (Fra) - 76 Serge Bolley (Fra) - 77 Jean Pinault (Fra) - 78 Luis Balagué (Esp) - 79 Edward Sels (Bel) - 80 Johnny Schleck (Lux)                                 | - 81 Carlos Echeverría (Esp) - 82 Carlos Gómez del Moral (Esp) - 83 Gregorio San Miguel (Esp) - 84 Eduardo Castelló (Esp) - 85 Vicente López Carril (Esp) - 86 Andrés Gandarias (Esp) - 87 Santiago Lazcano (Esp) - 88 Aurelio González Puente (Esp) - 89 José Antonio González Linares (Esp) - 90 José Manuel López Rodríguez (Esp) |
| Willem II | | |
| - 91 Evert Dolman (Hol) - 92 Marcel Maes (Bel) - 93 Marinus Wagtmans (Hol) - 94 Harm Ottenbros (Hol) - 95 Cees Haast (Hol) - 96 Henri De Wolf (Bel) - 97 Henk Nijdam (Hol) - 98 Huub Zilverberg (Hol) - 99 Jozef Timmerman (Bel) - 100 Jan van Katwijk (Hol)                                     | | |